# 28-cm-Schnelladekanone L/40 Bruno
Die 28-cm-SK L/40 Bruno war ein Schiffsgeschütz der Schlachtschiffe der Braunschweig-Klasse, welches im Ersten Weltkrieg zu einem Eisenbahngeschütz umgebaut und bei den Kämpfen an der Westfront verwendet wurde. Nach dem Ende des Krieges wurden vier Geschütze dieser Bauart an Belgien abgegeben, von denen die Wehrmacht im Sommer 1940 zwei erbeutete.

## Geschichte
Die 28-cm-Schnelladekanone L/40 war als Hauptbewaffnung für die Linienschiffe der Braunschweig- und Deutschland-Klasse entwickelt worden. Als die Schiffe nach der Skagerrakschlacht ab 1916 nur noch als Schulschiffe eingesetzt wurden, konnten Rohre dieser Schiffstypen an das kaiserliche Heer abgegeben werden, da man festgestellt hatte, dass diese Schiffe nicht mehr für den aktuellen Seekrieg geeignet waren.

### Die Küstenbatterie Graf Spee
Eine der Änderungen für den Einsatz an Land war die Montage eines großen Gegengewichts knapp vor den Schildzapfen, um das Gewicht des nach vorne ragenden Rohrs auszugleichen ohne andere technische Ausgleicher zu montieren. Die ersten vier Geschütze, die von der Lothringen kamen, wurden 1917 als Küstengeschütze in Bettungsschießgerüsten als Teil der Batterie Graf Spee auf der Insel Wangerooge montiert. Das Schießgerüst war eine Lafette, die zur Hälfte transportierbar war und die erst nach mehreren Wochen der Vorbereitung der restlichen Lafettierung in einer Stellung montiert werden konnte. In der Mitte des Geschützes, beziehungsweise am vorderen Ende der Lafettierung, ruhte das drehbare Geschütz auf einem Mittelpivot. Der hintere Ausleger der Lafette ruhte auf Laufrollen, die auf einem Schienenhalbkreis das seitliche Richten ermöglichten. Die Geschütze erhielten einen Schutzschild.

### Eisenbahngeschütze
Zwanzig der Kanonen, die von den Schiffen Braunschweig, Hessen, Preußen, Deutschland, Schlesien und Schleswig-Holstein stammten, wurden in die auch für andere Kanonen eingesetzte Eisenbahnlafette E.u.B., das Eisenbahn- und Bettungsschießgerüst, eingebaut.
Die E.u.B.-Lafetten konnten von jedem geeigneten Gleisabschnitt abgefeuert werden, wenn zuvor gebogene Keile hinter jedem der Räder verbolzt worden waren. Dies war erforderlich, um den restlichen Rückstoß abzufangen, nachdem die Oberlafette vollständig zurückgelaufen war.
Auf sieben Eisenbahnwagen konnte eine mobile Bettungslafette aus Metall mitgeführt werden, bei dem der Schuss auf einem Zentralpivot und äußeren Schienen stehend erfolgte. Die Plattform wurde mit einem Kranausleger oder einem selbstständigen Kran aufgebaut, was etwa 3 bis 5 Tage dauerte.